# G.D.F.R.
Singles de Flo Rida
How I Feel
(2013) I Don't Like It, I Love It
(2015)
Singles par Sage the Gemini
Only That Real
(2014)
G.D.F.R. (abréviation de Going Down for Real) est une chanson de Flo Rida extrait de son maxi My House.
L'instrumental principal reprend la mélodie du saxophone à la fin du morceau  "Low Rider" du groupe War.

## Classements
| Chart (2014–15)                         | Peak position |
| --------------------------------------- | ------------- |
| Allemagne (Media Control AG)            | 7             |
| Australie (ARIA)                        | 36            |
| Autriche (Ö3 Austria Top 40)            | 12            |
| Belgique (Flandre Ultratop 50 Singles)  | 19            |
| Belgique (Wallonie Ultratop 50 Singles) | 19            |
| Canada (Hot 100)                        | 11            |
| Tchéquie (IFPI Rádio)                   | 58            |
| Danemark (Tracklisten)                  | 10            |
| Écosse (OCC)                            | 2             |
| Espagne (PROMUSICAE)                    | 27            |
| États-Unis (Hot 100)                    | 8             |
| États-Unis (R&B/Hip-Hop Songs)          | 3             |
| États-Unis (Rap Songs)                  | 2             |
| États-Unis (Pop Airplay)                | 8             |
| Finlande (Suomen virallinen lista)      | 8             |
| France (SNEP)                           | 22            |
| Hongrie (Rádiós Top 40)                 | 23            |
| Irlande (IRMA)                          | 15            |
| Israël (Media Forest)                   | 5             |
| Italie (FIMI)                           | 34            |
| Pays-Bas (Nederlandse Top 40)           | 26            |
| Pays-Bas (Single Top 100)               | 17            |
| Nouvelle-Zélande (RMNZ)                 | 21            |
| Norvège (VG-lista)                      | 8             |
| Royaume-Uni (UK Singles Chart)          | 3             |
| Royaume-Uni (UK R&B Chart)              | 1             |
| Slovaquie (IFPI Rádio)                  | 39            |
| Suède (Sverigetopplistan)               | 12            |
| Suisse (Schweizer Hitparade)            | 23            |